# سيرجي بافلوفيتش
سيرجي فلاديميروفيتش بافلوفيتش (مواليد 13 مايو 1992) هو مُقاتل فنون قتالية مختلطة روسي. بافلوفيتش هو بطل روسيا لمرة واحدة في قتال الكونغ فو. لقد كان أيضًا بطل ليالي القتال العالمية السابق للوزن الثقيل ويُنافس حاليًا في فئة الوزن الثقيل في يو إف سي. اعتبارًا من 30 يوليو 2024، أصبح هو رقم 4 في تصنيفات يو إف سي للوزن الثقيل.

## الخلفية
ولد سيرجي عام 1992 في قرية أورلوفسكي بمقاطعة روستوف. في سن الخامسة، بدأ بافلوفيتش في الانخراط في المصارعة اليونانية الرومانية تحت إشراف المدرب ألكسندر فيدوروفيتش ألويان. تدرب على المصارعة حتى الصف الحادي عشر. بعد خدمته في الجيش، بدأ التدريب في قتال السامبو.
يُعتبر من مقاتلي الفنون القتالية المختلطة صاحب أطول ذراع، حيث يبلغ +9.0.

## مسيرته في فنون القتال المختلطة

### ليالي القتال العالمية
بدأ بافلوفيتش مسيرته الاحترافية في فنون القتال المختلطة في عام 2014 ضمن حملة ليالي القتال العالمية، والتي فاز خلالها بـ12 نزالاً دون أن يتعرض لهزيمة واحدة. وفي 2 يونيو 2017، وفي نزال ضد ميخائيل مخناتكين، فاز بلقب الوزن الثقيل بقرار إجماعي. في 19 نوفمبر 2017، دافع عن لقبه في الوزن الثقيل في مباراة ضد كيريل سيدلنيكوف.

### يو إف سي
ظهر بافلوفيتش لأول مرة في يو إف سي في 24 نوفمبر 2018 في يو إف سي ليلة القتال 141 ضد أليستير أوفيريم. خسر النزال عن طريق الضربة الفنية القاضية في الجولة الأولى.
واجه بافلوفيتش مارسيلو غولم في 20 أبريل 2019 في يو إف سي ليلة القتال: أوفيريم ضد أولينيك. فاز بالنزال عن طريق الضربة القاضية. جعله هذا الفوز على مكافأة أداء الليلة.
واجه بافلوفيتش موريس غرين في 26 أكتوبر 2019 في يو إف سي ليلة القتال 162. وفاز بالقتال بالضربة القاضية في الجولة الأولى.
كان من المتوقع أن يواجه بافلوفيتش سيريل غان في 8 أغسطس 2020 في يو إف سي ليلة القتال 174. لكن بافلوفيتش اضطر إلى الانسحاب بسبب الإصابة.
كان من المتوقع أن يواجه بافلوفيتش توم أسبينال في 4 سبتمبر 2021، في يو إف سي ليلة القتال 191. ومع ذلك، انسحب بافلوفيتش قبل أسبوع من النزال بسبب مشاكل في التأشيرة وتم استبداله بسيرجي سبيفاك.
كان من المقرر أن يواجه بافلوفيتش تانر بوسر في 4 ديسمبر 2021، في يو إف سي على إي إس بي إن 31. ومع ذلك، بسبب مشاكل السفر، تم إلغاء النزال.
واجه بافلوفيتش شامل عبد الرحيموف في 19 مارس 2022 في يو إف سي ليلة القتال 204. وفاز بالقتال بالضربة القاضية الفنية في الجولة الأولى. وبهذا الفوز حصل على مكافأة أداء الليلة.
قاتل بافلوفيتش ديريك لويس في 30 يوليو 2022، في يو إف سي 277. وفاز بالقتال عبر الضربة الفنية القاضية بعد أقل من دقيقة من الجولة الأولى، على الرغم من نشوء الجدل حيث اعتبر المقاتلون والمشجعون على حد سواء أن إيقاف الحكم كان سابق لأوانه.
واجه بافلوفيتش تاي تويفاسا في 3 ديسمبر 2022، في يو إف سي على إي إس بي إن 42. وفاز بالقتال عبر الضربة القاضية في أقل من دقيقة من الجولة الأولى. وبهذا الفوز حصل على مكافأة أداء الليلة.
واجه بافلوفيتش كورتيس بلايدز في 22 أبريل 2023 في يو إف سي ليلة القتال 222. وفاز بالقتال عبر الضربة الفنية القاضية في الجولة الأولى. أدى هذا الأداء لاحقًا إلى حصول بافلوفيتش على مكافأة أداء الليلة الرابعة له في يو إف سي.
واجه بافلوفيتش توم أسبينال على لقب بطولة يو إف سي للوزن الثقيل للوزن الثقيل في 11 نوفمبر 2023، في يو إف سي 295. خسر النزال عن طريق الضربة القاضية في الجولة الأولى.
واجه بافلوفيتش ألكسندر فولكوف في 22 يونيو 2024 في يو إف سي على إيه بي سي 6. وخسر القتال عن طريق قرار القضاة بالإجماع.
ومن المقرر أن يواجه بافلوفيتش جيرزينيو روزينسترويك في الأول من فبراير 2025 في يو إف سي ليلة القتال 250.

## البطولات والإنجازات

### فنون القتال المختلطة
- يو إف سي
  - أداء الليلة (أربع مرات) ضد. موريس غرين، وشامل عبد الرحيموف، وتاي تويفاسا، وكورتيس بلايدز[16][27][35][37]
  - أطول سلسلة انتصارات بالضربة القاضية في الجولة الأولى في تاريخ يو إف سي (6)[43]
  - بالمشاركة مع (دون فراي) كثاني أطول سلسلة انتصارات بالضربة القاضية في تاريخ يو إف سي (6) (خلف تشاك ليدل)[43]
  - أكثر عدد من الضربات التي تسقط الخصوم في خمس عشرة دقيقة في تاريخ يو إف سي (6.31)[44]
  - ثاني أكبر عدد من الضربات المؤثرة في الدقيقة الواحدة في تاريخ يو إف سي (8.72)[44]
- ليالي القتال العالمية
  - بطل العالم للوزن الثقيل في ليالي القتال (مرة واحدة) [9][10]
    - دفاع واحد ناجح عن اللقب
- إم إم إيه جونكي
  - أفضل ضربة قاضية لشهر ديسمبر 2022 ضد تاي تويفاسا[45]

### ووشو ساندا
- البطولة الروسية (فوق 90 كغ)

## سجل فنون القتال المختلطة
| السجل المهني |        |         |
| 21 نزال      | 18 فوز | 3 خسارة |
| ضربة قاضية   | 15     | 2       |
| قرار القضاة  | 3      | 1       |

| النتيجة | السجل | الخصم              | الطريقة                            | الحدث                                      | التاريخ        | الجولة | الوقت | المكان                                   | الملاحظات                                                                       |
| ------- | ----- | ------------------ | ---------------------------------- | ------------------------------------------ | -------------- | ------ | ----- | ---------------------------------------- | ------------------------------------------------------------------------------- |
| خسر     | 18–3  | ألكسندر فولكوف     | قرار القضاة (بالإجماع)             | يو إف سي على إيه بي سي: ويتيكر ضد أليسكروف | 22 يونيو 2024  | 3      | 5:00  | الرياض، السعودية                         |                                                                                 |
| خسر     | 18–2  | توم أسبينال        | ضربة قاضية (باللكمات)              | يو إف سي 295                               | 11 نوفمبر 2023 | 1      | 1:09  | مدينة نيويورك، نيويورك، الولايات المتحدة | على لقب بطولة يو إف سي للوزن الثقيل المؤقت                                      |
| فاز     | 18–1  | كورتيس بلايدز      | ضربة فنية قاضية (باللكمات)         | يو إف سي ليلة القتال: بافلوفيتش ضد بلايدز  | 22 أبريل 2023  | 1      | 3:08  | لاس فيغاس، نيفادا، الولايات المتحدة      | أداء الليلة.                                                                    |
| فاز     | 17–1  | تاي تويفاسا        | ضربة قاضية (باللكمات)              | يو إف سي على إي إس بي إن: طومسون ضد هولاند | 3 ديسمبر 2022  | 1      | 0:54  | أورلاندو فلوريدا، الولايات المتحدة       | أداء الليلة.                                                                    |
| فاز     | 16–1  | ديريك لويس         | ضربة فنية قاضية (باللكمات)         | يو إف سي 277                               | 30 يوليو 2022  | 1      | 0:55  | دالاس، تكساس، الولايات المتحدة           |                                                                                 |
| فاز     | 15–1  | شامل عبد الرحيموف  | ضربة فنية قاضية (باللكمات)         | يو إف سي ليلة القتال: فولكوف ضد أسبينال    | 19 مارس 2022   | 1      | 4:03  | لندن، إنجلترا                            | أداء الليلة.                                                                    |
| فاز     | 14–1  | موريس غرين         | ضربة فنية قاضية (باللكمات)         | يو إف سي ليلة القتال: مايا ضد أسكرين       | 26 أكتوبر 2019 | 1      | 2:11  | كالانغ، سنغافورة                         |                                                                                 |
| فاز     | 13–1  | مارسيلو غولم       | ضربة قاضية (لكمة)                  | يو إف سي ليلة القتال: أوفيريم ضد أولينيك   | 20 أبريل 2019  | 1      | 1:06  | سانت بطرسبرغ، روسيا                      | أداء الليلة.                                                                    |
| خسر     | 12–1  | أليستير أوفيرم     | ضربة فنية قاضية (باللكمات)         | يو إف سي ليلة القتال: بلايدز ضد نغانو 2    | 24 نوفمبر 2018 | 1      | 4:21  | بكين، الصين                              |                                                                                 |
| فاز     | 12–0  | كيريل سيديلنيكوف   | ضربة فنية قاضية (باللكمات)         | ليالي القتال العالمية 79                   | 19 نوفمبر 2017 | 1      | 2:45  | بينزا، روسيا                             | دافع عن لقب بطولة إف إن جي للوزن الثقيل.                                        |
| فاز     | 11–0  | ميخائيل مخناتكين   | قرار القضاة (بالإجماع)             | ليالي القتال العالمية 68                   | 2 يونيو 2017   | 5      | 5:00  | سانت بطرسبرغ، روسيا                      | فاز ببطولة إف إن جي الافتتاحية للوزن الثقيل. نهائي الجائزة الكبرى للوزن الثقيل. |
| فاز     | 10–0  | أليكسي كودين       | قرار القضاة (بالإجماع)             | ليالي القتال العالمية 54                   | 16 نوفمبر 2016 | 3      | 5:00  | سانت بطرسبرغ، روسيا                      | نصف نهائي الجائزة الكبرى للوزن الثقيل.                                          |
| فاز     | 9–0   | أحمد شيخ جيليجيف   | ضربة فنية قاضية (بالركبة واللكمات) | ليالي القتال العالمية 51                   | 25 سبتمبر 2016 | 1      | 3:35  | كاسبييسك، روسيا                          |                                                                                 |
| فاز     | 8–0   | شابان كا           | ضربة فنية قاضية (باللكمات)         | ليالي القتال العالمية 50                   | 17 يونيو 2016  | 1      | 1:54  | سانت بطرسبرغ، روسيا                      |                                                                                 |
| فاز     | 7–0   | ماجوميدباغ أجاييف  | قرار القضاة (بالإجماع)             | ليالي القتال العالمية 46                   | 29 أبريل 2016  | 3      | 5:00  | موسكو، روسيا                             |                                                                                 |
| فاز     | 6–0   | روبن وولف          | ضربة فنية قاضية (باللكمات)         | ليالي القتال العالمية 43                   | 11 ديسمبر 2015 | 1      | 2:02  | موسكو، روسيا                             |                                                                                 |
| فاز     | 5–0   | سلطان مرتضالييف    | ضربة فنية قاضية (باللكمات)         | ليالي القتال العالمية 41                   | 25 سبتمبر 2015 | 1      | 0:59  | كاسبييسك، روسيا                          |                                                                                 |
| فاز     | 4–0   | فلاديمير داينيكو   | ضربة قاضية (لكمة)                  | ليالي القتال العالمية 40                   | 31 يوليو 2015  | 1      | 0:24  | سوتشي، روسيا                             |                                                                                 |
| فاز     | 3–0   | إيليا سكوندريتش    | ضربة فنية قاضية (باللكمات)         | القتال الكامل 1: سلوفاكيا والتشيك ضد روسيا | 30 مايو 2015   | 1      | 1:15  | بانسكا بيستريتسا، سلوفاكيا               |                                                                                 |
| فاز     | 2–0   | سيرجي بويناشيف     | ضربة فنية قاضية (باللكمات)         | ليالي القتال العالمية 33                   | 21 مارس 2015   | 1      | 0:20  | موسكو، روسيا                             |                                                                                 |
| فاز     | 1–0   | ألكسندر ديريفيانكو | ضربة فنية قاضية (باللكمات)         | ليالي القتال العالمية 29                   | 20 ديسمبر 2014 | 1      | 3:52  | موسكو، روسيا                             | أول ظهور في الوزن الثقيل.                                                       |

## وصلات خارجية
- سيرجي بافلوفيتش على موقع يو إف سي (الإنجليزية)
- سيرجي بافلوفيتش على موقع شيردوغ (الإنجليزية)
- سيرجي بافلوفيتش على موقع Tapology.com (الإنجليزية)